# Tisiphone regalis
Tisiphone regalis är en fjärilsart som beskrevs av Waterhouse 1928. Tisiphone regalis ingår i släktet Tisiphone och familjen praktfjärilar. Inga underarter finns listade i Catalogue of Life.